# Lac Assinica
Pour les articles homonymes, voir Assinica.
Le lac Assinica est un plan d'eau douce du bassin versant des rivières Assinica et Broadback, coulant dans la municipalité de Eeyou Istchee Baie-James, dans la région administrative du Nord-du-Québec, au Québec, au Canada.
Le lac Opataca fait partie d’un groupe de lacs à la tête de la rivière Assinica. La foresterie constitue la principale activité économique du secteur. Les activités récréotouristiques arrivent en second.
La plus proche route forestière est située à 61,3 km au Sud-Est du lac, soit la route contournant par le Nord le mont Opémisca ; cette route rejoint vers le Sud la route 113 (reliant Lebel-sur-Quévillon et Chibougamau) et le chemin de fer du Canadien National.
La surface du lac Opataca est habituellement gelée du début novembre à la mi-mai, toutefois la circulation sécuritaire sur la glace se fait généralement de la mi-novembre à la mi-avril.

## Géographie
Les bassins versants voisins du lac Assinica sont :
- côté nord : lac Savournin, rivière Broadback, lac Labeau, lac Frotet, lac Troilus ;
- côté est : lac Cachisca, lac Opataca, lac Mistassini ;
- côté sud : lac Comencho, rivière Chibougamau, rivière Brock Ouest ;
- côté ouest : lac Lafargue, lac Capichigamau.

D'une superficie de 93 km², le lac Assinica a une forme complexe, comportant d'innombrables baies, presqu'îles et une centaine d'îles. De nombreux marécages sont situés à proximité, particulière du côté est du lac et en partie du côté ouest. Le lac Assinica est connecté du côté sud au lac Caplan. La colline Lookout (sommet à 459 m) est située au Sud. Un autre sommet atteint 513 m au Sud-Ouest. Le lac comporte quatre grandes îles en son centre dont la plus longue atteint 5,8 km.
L'embouchure du lac Assinica est situé du côté Nord-Ouest à :
- 25,6 km au Sud-Est de l'embouchure de la rivière Assinica ;
- 122,7 km à l'Est de l'embouchure du lac Evans ;
- 264,7 km à l'Est de l'embouchure de la rivière Broadback ;
- 86,4 km à l'Ouest du lac Mistassini ;
- 95,2 km au Nord-Ouest du centre-ville de Chibougamau[1].

Son émissaire est la rivière Assinica, lequel coule à priori vers l'ouest, puis vers le nord, jusqu'à la rive sud de la rivière Broadback où il se déverse.

## Toponymie
Le terme Assinica a été attribué par la Commission de toponymie du Québec au lac, à la rivière et à la Réserve faunique.
D'origine cri, le terme Assinica dérive du terme Asinikaw, dont les racines sont asini, pierre et kaw (suffixe verbal équivalent au verbe "être" en français), signifiant rempli de pierres.
Les anciens documents cartographiques indiquent qu'avant 1932 le terme s'appliquait à un ensemble de lacs du même bassin versant. Aujourd'hui, Assinica ne désigne plus que l'entité hydrographique la plus à l'ouest. La graphie du toponyme Assinica a longtemps été orthographié Assinika.
D'une superficie de 8 885 km2, la réserve faunique Assinica encercle le lac.
Le toponyme lac Assinica a été officialisé le 5 décembre 1968 à la Commission de toponymie du Québec.